# أنطونيو بينتو
أنطونيو بينتو (بالبرتغالية: António Pinto‏) هو عداء مسافات طويلة برتغالي، ولد في 22 مارس 1966 في Vila Garcia ‏ في البرتغال.

## وصلات خارجية
- أنطونيو بينتو على موقع الاتحاد الدولي لألعاب القوى (الإنجليزية)
- أنطونيو بينتو على موقع الاتحاد الأوروبي لألعاب القوى (الإنجليزية)
- أنطونيو بينتو على موقع رابطة إحصائيات سباق الطريق (الإنجليزية)
- أنطونيو بينتو على موقع اللجنة الأولمبية الدولية (الإنجليزية)
- أنطونيو بينتو على موقع أوليمبيديا (الإنجليزية)
- أنطونيو بينتو على موقع الموسوعة البريطانية (الإنجليزية)